# Xiang od Qija
Kralj Xiang od Qija (kineski 齊襄王, Qí Xiāng Wáng) (umro 265. prije nove ere) bio je kralj države Qi u staroj Kini. Bio je jedan od nekoliko kraljeva Qija.
Bio je sin i nasljednik kralja Mina od Qija (齊湣王). Majka mu je bila Minova supruga ili konkubina.
Xiang je rođen kao Tian Fazhang (田法章). Njegovo ime predaka bilo je Gui (媯).
Kralj Xiang je zavladao 284. prije nove ere te je vladao 19 godina, a naslijedio ga je sin Jian od Qija, koji nije dobio postumno ime. Xiang je imao barem jednu ženu.